# Заслуженный мастер спорта Республики Беларусь
Заслуженный мастер спорта Республики Беларусь (бел. Заслужаны майстар спорту Рэспублікі Беларусь) — почётное звание Белоруссии, присваиваемое указами президента Республики Беларусь.
Звание было учреждено в 1994 году как почётное спортивное звание (то есть ведомственное). В качестве почётного звания оно было учреждено Законом Республики Беларусь от 13 апреля 1995 года «О государственных наградах Республики Беларусь». В сменившем его Законе от 18 мая 2004 года говорится:

Почётное звание «Заслуженный мастер спорта Республики Беларусь» присваивается спортсменам, в том числе спортсменам-инвалидам, за достижение высоких результатов на Олимпийских, Паралимпийских и Всемирных играх, чемпионатах, первенствах и Кубках мира и Европы.

12 апреля 1996 года лица, имеющие звание «Заслуженный мастер спорта СССР», были приравнены к лицам, удостоенным звания «Заслуженный мастер спорта Республики Беларусь».

## Нагрудный знак

### до 2020 года
Описание нагрудного знака было принято Указом Президента Республики Беларусь от 15 января 1996 года «Об утверждении описания орденов, медалей и нагрудных знаков к почётным званиям Республики Беларусь»:

Знак «Заслуженный мастер спорта Республики Беларусь» имеет форму четырёхугольника шириной 20 мм, высотой вместе с ушком 29 мм. Его нижняя часть имеет овальную форму. Силуэт знака напоминает беговую дорожку стадиона; в верхней его части по горизонтали расположено рельефное изображение венка из лавровых листьев, посредине — буквы «ЗМС», в центре знака расположена накладка с рельефным изображением факела, по овалу беговой дорожки — надпись: «Заслуженный мастер спорта».
Знак изготавливается из томпака с серебрением, накладка — из томпака с позолотой.

Новое описание нагрудного знака было принято Указом Президента Республики Беларусь от 8 апреля 2005 года «О некоторых вопросах награждения государственными наградами Республики Беларусь»; в новом варианте знака надписи были переведены с русского языка на белорусский:

Нагрудный знак к почётному званию «Заслуженный мастер спорта Республики Беларусь» представляет собой форму четырёхугольника шириной 20 мм, высотой вместе с ушком 29 мм. Его нижняя часть имеет овальную форму. Силуэт нагрудного знака напоминает беговую дорожку стадиона, в верхней его части по горизонтали расположено рельефное изображение венка из лавровых листьев, посередине — буквы «ЗМС». В центре нагрудного знака размещена накладка с рельефным изображением факела, по овалу беговой дорожки — надпись «Заслужаны майстар спорту». Обратная сторона нагрудного знака имеет гладкую поверхность.
Нагрудный знак при помощи ушка и кольца соединяется с колодкой, ширина которой 20 мм и высота вместе с ушком 18 мм. Колодка обтянута муаровой лентой голубого цвета. В нижней части колодки расположена надпись «Рэспубліка Беларусь».
Нагрудный знак изготавливается из томпака с серебрением, накладка — из томпака с позолотой.

## Награждения
См. также: Категория: Заслуженные мастера спорта Республики Беларусь

### 1994 год
25 марта 1994 года почётное звание «Заслуженный работник физической культуры и спорта Республики Беларусь» было присвоено конькобежцу Игорю Железовскому. Позже, после учреждения почётного спортивного звания, заслуженными мастерами спорта стал ряд спортсменов, среди которых: биатлонисты Александр Попов и Светлана Парамыгина, гимнасты Виталий Щербо и Иван Иванков и др.; некоторые из них уже имели звание ЗМС СССР.

### С 1995 года
Чётких критериев присвоения звания не существует. За достижения на Олимпийских играх звание присваивается всем чемпионам и призёрам; в 2002 году также звание получили все члены хоккейной команды, занявшей 4-е место. За достижения на Паралимпийских играх звание, как правило, присваивается чемпионам.
Критерии присвоения за успехи в других соревнованиях ещё более размыты. Так, по результатам чемпионатов мира по лёгкой атлетике:
- 1995 — звание получили все чемпионы и призёры.
- 1997, 1999, 2001 — звание в начале 2003 года получила двукратный призёр ЧМ Валентина Цыбульская; другие призёры награждены не были.
- 2003 — несмотря на крупный успех спортсменов Белоруссии, награждения не было; из числа чемпионов и призёров большинство или имели звание, или получили за новые достижения в 2004—2005 годах; ещё один из чемпионов (А. Михневич) получил звание в 2006 году.
- 2005 — из чемпионов уже имевший звание И. Тихон был награждён орденом Отечества III степени, а Н. Остапчук получила звание; все призёры чемпионата (за исключением Ю. Нестеренко, получившей звание за победу на ОИ 2004) были награждены медалями «За трудовые заслуги».
- 2007 — единственный чемпион И. Тихон был награждён орденом Отечества II степени 17 июля 2008 года; призёры чемпионата не награждались.

#### 1995
28 августа
Первыми почётного звания были удостоены чемпионы и призёры чемпионата мира по лёгкой атлетике 1995:
- Астапкович, Игорь Вячеславович — серебряный призёр в метании молота, ЗМС СССР
- Дубровщик, Владимир Владимирович — серебряный призёр в метании диска
- Зверева, Эллина Александровна — чемпионка мира в метании диска
- Каптюх, Василий Борисович — бронзовый призёр в метании диска
- Мисюля, Евгений Николаевич — бронзовый призёр в спортивной ходьбе
- Хямяляйнен, Эдуард Павлович — серебряный призёр в десятиборье
- Шиколенко, Наталья Ивановна — чемпионка мира в метании копья, ЗМС СССР

Это был последний случай, когда звание было присвоено заслуженным мастерам спорта СССР.

#### 1996
14 февраля
Звания были удостоены 3 чемпиона мира по биатлону 1996 в командной гонке (четвёртым в команде был А. Попов):
- Ивашко, Пётр Анатольевич
- Рыженков, Олег Владимирович
- Сашурин, Вадим Леонидович

#### 1997
4 июня
За достижения на Олимпийских играх 1996:
академическая гребля:
- Волчек, Наталья Мечиславовна
- Давыденко, Тамара Викторовна
- Лавриненко, Наталья Петровна
- Микулич, Елена Владимировна
- Панькина, Александра Юрьевна
- Павлович, Ярослава Анатольевна
- Скрабатун, Валентина Александровна
- Стасюк, Наталья Викторовна — все — бронзовые призёры ОИ в гребле на восьмёрке

борьба:
- Лиштван, Сергей Николаевич — серебряный призёр ОИ в греко-римской борьбе
- Медведев, Алексей Владимирович — серебряный призёр ОИ в вольной борьбе
- Павлов, Александр Валерьевич — серебряный призёр ОИ в греко-римской борьбе
- Циленьть, Валерий Антонович — бронзовый призёр ОИ в греко-римской борьбе

лёгкая атлетика:
- Сазанович, Наталья Вячеславовна — серебряный призёр ОИ в семиборье

За достижения на Паралимпийских играх 1996:
- Леонтюк, Ирина Петровна — лёгкая атлетика
- Сивакова, Тамара Васильевна — чемпионка по лёгкой атлетике 1992 и 1996 среди инвалидов по зрению[b 1][b 2]

За другие достижения:
- Шубенок, Жанна Викторовна — современное пятиборье — чемпионка мира 1996

Из чемпионов и призёров ОИ 1996 уже имели звание ЗМС СССР Игорь Басинский (пулевая стрельба), Екатерина Ходотович (академическая гребля) и Виталий Щербо (спортивная гимнастика); также уже имел звание ЗМС СССР 5-кратный чемпион Паралимпийских игр 1988—1996 по лёгкой атлетике среди инвалидов по зрению Олег Шепель. 
24 декабря
- Борисенко, Лариса Евгеньевна — скоростная радиотелеграфия — чемпионка мира и Европы
- Биндасов, Андрей Анатольевич — скоростная радиотелеграфия — абсолютный чемпион мира
- Гуков, Александр Николаевич — плавание — 2-кратный чемпион Европы 1997 в брассе

#### 1998
14 мая
- Тетерская, Ирина Николаевна — скоростная радиотелеграфия — абсолютная чемпионка мира 1995, 1997

5 июня
За достижения на зимних Олимпийских играх 1998 звания были удостоены:
- Айдаров, Алексей Петрович — биатлон — бронзовый призёр ЗОИ в индивидуальной гонке на 20 км
- Дащинский, Дмитрий Владимирович — фристайл — бронзовый призёр ЗОИ в акробатических прыжках

2 июля
- Хотянович, Александр Николаевич — спорт среди глухих (лёгкая атлетика)

2 сентября
За победу на чемпионате мира по художественной гимнастике 1998 в групповых упражнениях (многоборье) звания удостоены:
- Белан, Татьяна Валерьевна
- Глазкова, Анна Леонидовна
- Зайцева, Ольга Юрьевна
- Зварико, Анастасия Александровна
- Ильенкова, Ирина Валерьевна
- Малашенко, Галина Геннадьевна

9 сентября
- Лебедева, Галина Михайловна — прыжки на батуте

14 сентября
- Белова, Любовь Леонидовна — атлетизм

#### 1999
3 марта
- Вилькина, Светлана Борисовна — карате — неоднократная чемпионка мира

5 мая
- Кульбоченко, Виктор Евгеньевич — альпинизм — в 1998 совершил восхождение на Эверест[b 3]
- Смирнов, Андрей Алексеевич — современное пятиборье — бронзовый призёр ЧМ 1998
- Ренейский, Анатолий Иосифович — гребля на байдарках и каноэ — чемпион мира 1997, серебряный призёр ЧМ 1998 на каноэ-четвёрке на 200 м

24 мая
- Кондратова, Елена Дмитриевна — армрестлинг
- Самсонов, Владимир Викторович — настольный теннис — чемпион Европы 1998 в одиночном и парном разряде

1 декабря
- Карпенкова, Наталья Владимировна — прыжки на батуте

#### 2000
7 февраля
- Беляев, Андрей Владимирович — гребля на байдарках и каноэ — чемпион мира 1997 на каноэ-четвёрке на 200 м
- Мартынов, Сергей Анатольевич — пулевая стрельба — чемпион мира 1994, Европы 1997 в стрельбе из винтовки

19 апреля
Звания удостоены призёры чемпионата мира по художественной гимнастике 1999:
- Павлина, Евгения Ивановна — бронзовый призёр ЧМ в упражнении с обручем
- Раскина, Юлия Сергеевна — серебряный призёр ЧМ в многоборье, упражнениях с мячом и лентой

5 июня
- Шестакова, Людмила Евгеньевна — армрестлинг

23 июня
- Копытов, Владимир Николаевич — борьба — призёр ЧМ и ЧЕ в греко-римской борьбе

5 октября
Звания удостоены воднолыжники:
- Авдонина, Татьяна Владимировна — неоднократная чемпионка мира и Европы за электротягой в командном зачёте
- Девятовский, Олег Анатольевич — абсолютный чемпион Европы 1998, 2000 за катером
- Дурнов, Вячаслав Викторович — неоднократный чемпион Европы за электротягой
- Турец, Ирина Анатольевна — чемпионка Европы за электротягой

13 октября
Звания удостоены призёры Олимпийских игр 2000:
борьба:
- Дебелко, Дмитрий Владимирович — бронзовый призёр ОИ в греко-римской борьбе

дзюдо:
- Ларюков, Анатолий Владимирович — бронзовый призёр ОИ

художественная гимнастика:
- Ананько, Татьяна Васильевна
- Лазук, Мария Михайловна
- Пужевич, Ольга Васильевна — все — серебряные призёры ОИ в групповых упражнениях

лёгкая атлетика:
- Корольчик, Янина Диславовна — олимпийская чемпионка в толкании ядра
- Ятченко, Ирина Васильевна — бронзовый призёр ОИ в метании диска

современное пятиборье:
- Довгаль, Павел Николаевич — бронзовый призёр ОИ

пулевая стрельба:
- Евглевская, Лолита Вадимовна — бронзовый призёр ОИ в стрельбе из пистолета

тяжёлая атлетика:
- Олещук, Геннадий Витальевич — бронзовый призёр ОИ
- Лавренов, Сергей Петрович — бронзовый призёр ОИ

#### 2001
23 мая
- Гришин, Алексей Геннадьевич — фристайл — чемпион мира 2001 в акробатических прыжках

16 июля
За достижения на Паралимпийских играх 2000:
- Зинкевич, Ольга Владимировна — чемпионка по лёгкой атлетике среди инвалидов по зрению[b 2]
- Сивицкий, Руслан Геннадьевич — чемпион по лёгкой атлетике среди инвалидов по зрению[b 2]
- Федотова, Ирина Александровна — 2-кратная чемпионка по велоспорту  среди инвалидов по зрению[b 2]

За другие достижения:
- Шарапов, Руслан Леонидович — дзюдо

Не получил звание чемпион Паралимпийских играх 2000 по плаванию среди инвалидов по зрению Роман Макаров (звание присвоено в 2004).
23 августа
- Смирнова, Маргарита Александровна

16 октября
- Марковниченко (Цилинская), Наталья Валерьевна — велоспорт — 2-кратная чемпионка мира 2000 в гонках на треке
- Мирный, Максим Николаевич — теннис — чемпион US Open 2000 в парном разряде

2 ноября
Звания удостоены чемпионы мира по спортивной гимнастике 2001 в командном первенстве:
- Волынчук, Виталий Викторович
- Касперович, Дмитрий Левонович
- Кружилов, Александр Сергеевич
- Савенков, Денис Владимирович
- Синкевич, Алексей Васильевич

#### 2002
22 мая
- Анищенко, Александр Владимирович — серебряный призёр чемпионата мира по тяжёлой атлетике 2001

24 мая
Звания были удостоены игроки сборной Белоруссии по хоккею, занявшей 4-е место на зимних Олимпийских играх 2002:
- Андриевский, Александр Леонидович
- Антоненко, Олег Владимирович
- Бекбулатов, Вадим Николаевич
- Дудик, Дмитрий Владимирович
- Журик, Александр Александрович
- Занковец, Эдуард Константинович
- Ковалёв, Андрей Робертович
- Кольцов, Константин Евгеньевич
- Калюжный, Алексей Николаевич
- Копать, Владимир Николаевич
- Макрицкий, Александр Петрович
- Матушкин, Игорь Витальевич
- Мезин, Андрей Анатольевич
- Микульчик, Олег Антонович
- Панков, Дмитрий Николаевич
- Расолько, Андрей Евгеньевич
- Романов, Олег Константинович
- Салей, Руслан Альбертович
- Скабелка, Андрей Владимирович
- Стась, Сергей Леонидович
- Фатиков, Леонид Викторович
- Хмыль, Олег Владимирович
- Цыплаков, Владимир Викторович
- Шабанов, Сергей Рудольфович

Не получил звания Василий Панков, нападающий, «Аугсбург» (Германия), дисквалифицированный на Играх из-за положительной допинг-пробы.
10 июня
- Контоев, Герман Степанович — борьба — чемпион мира 2001 в вольной борьбе

2 ноября
За достижения на зимних Паралимпийских играх 2002:
- Скоробогатая, Ядвига Эдуардовна — чемпионка по лыжным гонкам среди инвалидов по зрению[b 1][b 2]

За другие достижения:
- Стагурская, Зинаида Владимировна — велоспорт — чемпионка мира 2000 в групповой шоссейной гонке, победительница «Тур де Франс» 2002
- Котюга, Анжелика Петровна — конькобежный спорт

#### 2003
11 февраля
- Данилик, Александр Николаевич — инвалидный спорт

19 февраля
- Цыбульская, Валентина Ивановна — лёгкая атлетика — призёр чемпионатов мира 1997, 2001 в спортивной ходьбе

#### 2004
14 января
- Дербенёв, Виталий Вячеславович — тяжёлая атлетика — чемпион Европы 2003 года;
- Захаров, Виталий Георгиевич — фехтование;
- Москвина, Татьяна Сергеевна — самбо.

10 февраля
После победы 6—8 февраля 2004 года в 1/8 финала Мировой группы Кубка Дэвиса по теннису сборной Белоруссии над сборной России звания удостоен
- Швец, Александр Владимирович — теннис

Владимир Волчков, награждённый Указом от 8 февраля орденом «За личное мужество», звания удостоен не был.
16 февраля
- Щетинин, Евгений Николаевич — настольный теннис — «за достижение высоких спортивных результатов на чемпионатах страны, Европы и мира» — чемпион Европы 2003 в парном разряде и командном первенстве

17 сентября
Звания удостоены призёры Олимпийских игр 2004:
академическая гребля:
- Бичик, Юлия Валентиновна
- Гелах, Наталья Николаевна — обе — бронзовые призёры ОИ в двойке распашной

бокс:
- Арипгаджиев, Магомед Давудович — серебряный призёр ОИ
- Зуев, Виктор Валерьевич — серебряный призёр ОИ

борьба:
- Макаренко, Вячеслав Николаевич — бронзовый призёр ОИ в греко-римской борьбе

гребля на байдарках и каноэ:
- Махнев, Вадим Геннадьевич,
- Петрушенко, Роман Иванович — оба — бронзовые призёры ОИ в байдарке-двойке

лёгкая атлетика:
- Тихон, Иван Григорьевич — серебряный призёр ОИ, чемпион мира 2003 в метании молота

тяжёлая атлетика:
- Батюшко, Анна Евгеньевна — серебряный призёр ОИ
- Рыбаков, Андрей Анатольевич — серебряный призёр ОИ
- Стукалова, Татьяна Сергеевна — бронзовый призёр ОИ

Олимпийские чемпионы по ходу Игр были награждены орденами, но звания ЗМС получили позже:

 Макаров, Игорь Викторович — дзюдо: 19 августа — орден «За личное мужество», ЗМС — 31 августа 2006 года;

 Нестеренко, Юлия Викторовна — лёгкая атлетика, бег на 100 м: 21 августа — орден Отечества III степени, ЗМС — 23 августа 2005 года.
11 октября
За достижения на Паралимпийских играх 2004 звания удостоены:
- Макаров, Роман Сергеевич — плавание среди инвалидов по зрению — серебряный призёр, чемпион 2000[b 2]
- Пунько, Сергей Вячеславович — плавание — 2-кратный чемпион
- Трипуть, Александр Чеславович — лёгкая атлетика среди инвалидов по зрению — серебряный призёр[b 2]
- Фортунов, Игорь Анатольевич — лёгкая атлетика среди инвалидов по зрению — серебряный призёр[b 2]
- Хильмончик, Виктор Александравич — лёгкая атлетика
- Шаптебой, Василий Васильевич — велоспорт — чемпион

15 ноября
- Щавлик, Дмитрий Вячеславович — «за достижение отличных спортивных результатов на II чемпионате мира 2004 года по пожарно-спасательному спорту в г. Минске» — чемпион мира 2002, 2004

#### 2005
25 февраля
- Островский, Олег Леонидович — скоростная радиотелеграфия — абсолютный чемпион Европы
- Власовец, Антон Фёдорович — мотобол — лидер сборной Белоруссии[b 6] — чемпиона Европы 2004[b 7]
- Хотько, Олег Петрович — судомодельный спорт — абсолютный чемпион мира 2002 в классе С7-а[b 8]

29 марта
- Плакхин, Аркадий Миронович — шашки — чемпион мира 1994, неоднократный призёр ЧМ по русским шашкам

23 августа
- Петрушенко, Оксана Владимировна

23 августа
За успехи на чемпионате мира по лёгкой атлетике 2005 звания удостоены:
- Остапчук, Надежда Николаевна — чемпионка мира 2003, 2005 в толкании ядра
- Нестеренко, Юлия Викторовна — бронзовый призёр ЧМ в эстафете, олимпийская чемпионка 2004 в беге на 100 м

#### 2006
10 апреля
- Макарчук, Александр Михайлович — «за достижение отличных спортивных результатов на II чемпионате Европы по пожарно-спасательному спорту» — чемпион мира 2002, 2004

31 августа
- Макаров, Игорь Викторович — дзюдо — олимпийский чемпион 2004
- Михневич, Андрей Анатольевич — лёгкая атлетика — чемпион мира 2003 в толкании ядра

#### 2007
29 мая
Звания удостоены хоккеисты команды «Юность-Минск» — обладателя Континентального кубка IIHF:
- Горячевских, Степан Михайлович
- Еркович, Сергей Анатольевич
- Крутиков, Алексей Петрович
- Кривомаз, Евгений Владимирович
- Леонтьев, Олег Юрьевич
- Пономарёв, Степан Анатольевич
- Стасенко, Николай Александрович
- Шитковский, Сергей Сергеевич

27 июня
- Волчецкий, Александр Евгеньевич — гребля на байдарках и каноэ
- Костромина, Татьяна Анатольевна — настольный теннис
- Павлович, Вероника Владимировна — настольный теннис
- Павлович, Виктория Владимировна — настольный теннис
- Турчин, Демьян Дмитриевич — гребля на байдарках и каноэ
- Щербак, Константин Вячеславович — гребля на байдарках и каноэ

#### 2008
17 июля
- Абалмасов, Алексей Александрович — гребля на байдарках и каноэ
- Арямнов, Андрей Николаевич — тяжёлая атлетика — чемпион мира 2007
- Базылев, Дмитрий Владимирович — самбо — чемпион мира 2006, 2007[b 9]
- Войтишкин, Дмитрий Владимирович — гребля на байдарках и каноэ
- Дроздовская, Татьяна Евгеньевна — парусный спорт — чемпионка мира 2007[b 9]
- Кулебин, Андрей Николаевич — тайский бокс — многократный чемпион мира среди любителей и профессионалов
- Рябченко, Дмитрий Александрович — гребля на байдарках и каноэ
- Рыбак, Юрий Яковлевич — самбо — неоднократный чемпион мира

8 сентября
Звания удостоены чемпионы и призёры Олимпийских игр 2008:
борьба:
- Гайдаров, Мурад Зайрудинович — бронзовый призёр ОИ в вольной борьбе
- Семёнов, Михаил Владимирович — бронзовый призёр ОИ в греко-римской борьбе

художественная гимнастика:
- Жукова, Инна Ивановна — серебряный призёр ОИ в индивидуальных упражнениях
- Бабушкина, Олеся Сергеевна
- Иванькова, Анастасия Владимировна
- Лунина, Зинаида Игоревна
- Мартинович, Глафира Сергеевна
- Санкович, Ксения Андреевна
- Тумилович, Алина Артуровна — все — бронзовые призёры ОИ в групповых упражнениях

гребля на байдарках и каноэ:
- Богданович, Александр Викторович — олимпийский чемпион на каноэ-двойке
- Богданович, Андрей Викторович — олимпийский чемпион на каноэ-двойке
- Литвинчук, Артур Сергеевич — олимпийский чемпион на байдарке-четвёрке

лёгкая атлетика:
- Девятовский, Вадим Анатольевич — серебряный призёр ОИ в метании молота
- Кравченко, Андрей Сергеевич — серебряный призёр ОИ в десятиборье
- Менькова, Оксана Владимировна — олимпийская чемпионка в метании молота
- Михневич, Наталья Валерьевна — серебряный призёр ОИ в толкании ядра

тяжёлая атлетика:
- Новикова, Анастасия Александровна — бронзовый призёр ОИ

24 ноября
За достижения на Паралимпийских играх 2008 звания удостоена:
- Волчек, Людмила Анатольевна — серебряный призёр Паралимпийских игр 2008 в адаптационной гребле, чемпионка и 3-кратный серебряный призёр зимних Паралимпийских игр 2006 в гонках на лыжных санях

#### 2009
18 июня
- Шакута, Дмитрий Викторович — многократный чемпион мира по тайскому боксу и кикбоксингу

4 августа
- Мурашко, Екатерина Сергеевна — спортивная акробатика
- Нурудинов, Магомед Шамильевич — бокс
- Сафарянц, Вазген Григорьевич — бокс
- Юшко, Алина Юрьевна — спортивная акробатика

24 сентября
- Сигневич, Вадим Владимирович

2 ноября
- Жерносек, Алексей Валерьевич — воднолыжный спорт

#### 2010
29 июля
- Азаренко, Виктория Фёдоровна — теннис
- Гаража, Денис Олегович — гребля на байдарках и каноэ
- Гралько, Маргарита Сергеевна — инваспорт
- Деева, Наталья Леонидовна — инваспорт
- Еремцова, Екатерина Сергеевна — инваспорт
- Лукомский, Алексей Викторович — инваспорт
- Рудько, Мария Викторовна — инваспорт
- Терентьева, Елена Анатольевна — инваспорт
- Чеботарёва, Татьяна Викторовна — инваспорт

8 сентября
- Домрачева, Дарья Владимировна — биатлон
- Новиков, Сергей Валентинович — биатлон
- Шундиков, Сергей Викторович — дзюдо

29 сентября
- Тишковский, Александр Святославович — пожарно-прикладной спорт
- Шапорев, Максим Максимович — пожарно-прикладной спорт

4 ноября
- Валько, Тарас Николаевич — гребля на байдарках и каноэ
- Гурков, Виталий Григорьевич — многократный чемпион мира по тайскому боксу и кикбоксингу
- Домбровская, Вероника Владимировна — восточные единоборства
- Кикинёв, Александр Фёдорович — греко-римская борьба — чемпион Европы

#### 2011
2 июля
Звания удостоены самбистки:
- Козловская, Вероника Дмитриевна
- Борисик, Юлия Михайловна

26 октября
Звания удостоены представители пожарно-прикладного спорта:
- Васильченко, Николай Сергеевич
- Стрельченя, Владимир Викторович

23 ноября
Звания удостоены велогонщики:
- Кириенко, Василий Васильевич
- Лисовский, Александр Игоревич
- Панарина, Ольга Юрьевна
- Шаракова, Татьяна Валерьевна

27 декабря
- Гаджиев, Ризван Сабибуллаевич — вольная борьба
- Дейниченко, Тимофей Александрович — греко-римская борьба
- Черкашина, Любовь Викторовна — художественная гимнастика
- Шейхов, Руслан Шамильевич — вольная борьба

#### 2012
6 января
- Герасименя, Александра Викторовна — плавание — чемпионка мира 2011 на 100 м вольным стилем, Европы 2010 на 50 м на спине

22 февраля
Звания удостоены борцы вольного стиля:
- Марзалюк, Василиса Александровна
- Шемаров, Алексей Николаевич

19 апреля
Звания удостоены борцы греко-римского стиля:
- Селимов, Алим Максимович — двукратный чемпион мира
- Тожиев, Элбек Худойназарович

7 мая
- Корнеев, Сергей Иванович — бокс

22 августа
Звания удостоены призёры Олимпийских игр 2012:
художественная гимнастика:
- Гончарова, Марина Сергеевна
- Лещик, Наталия Валерьевна
- Наркевич, Александра Сергеевна — все — серебряные призёры ОИ в групповых упражнениях

гребля на байдарках и каноэ:
- Полторан, Марина Викторовна
- Помелова, Ирина Владимировна
- Попок, Надежда Михайловна
- Худенко, Ольга Сергеевна — все — бронзовые призёры ОИ на байдарке-четвёрке

тяжёлая атлетика:
- Кулеша, Ирина Михайловна
- Шкерманкова, Марина Ивановна — обе — бронзовые призёры ОИ

30 августа
- Буйкевич, Александр Николаевич — фехтование
- Гончарёнок, Денис Олегович — восточные виды единоборств
- Жуковский, Юрий Николаевич — восточные виды единоборств
- Кудин, Алексей Александрович — восточные виды единоборств
- Лапкес, Дмитрий Моисеевич — фехтование

1 октября
Звания удостоены самбисты:
- Абдулганилов, Магомед Бахмудович
- Архипова, Анастасия Сергеевна
- Казусёнок, Андрей Фёдорович
- Прокопенко, Екатерина Юрьевна

#### 2013
15 апреля
- Братченя, Виктор Александрович — инваспорт

3 декабря
- Фомин, Олег Николаевич — парашютный спорт

#### 2014
11 и 15 января
Звания удостоены члены «команды Президента Республики Беларусь», занявшей 1-е место на X Рождественском хоккейном турнире любительских команд на приз Президента Беларуси:
- Алексеев, Александр Юрьевич
- Асташевич, Андрей Владимирович
- Белый, Павел Александрович
- Заделёнов, Сергей Александрович
- Летов, Евгений Владимирович
- Михалёв, Андрей Александрович
- Савилов, Геннадий Геннадьевич
- Свито, Владимир Фердинандович
- Слыш, Максим Юрьевич

«Еврорадио» отметило, что в результате присвоения звания ЗМС несколько хоккеистов-любителей (некоторые из которых никогда не играли за сборную, а Михалёв в настоящее время дисквалифицирован за применение допинга) встали в один ряд с ведущими спортсменами Белоруссии, а само награждение противоречит статье 59 Закона РБ «О государственных наградах Республики Беларусь». На встрече с журналистами крупнейших белорусских СМИ Александр Лукашенко пояснил, что наградил хоккеистов-любителей «в пику» действующим профессиональным хоккеистам: «Будет результат — получите и звания, и деньги. Не будет результата — ничего не получите». См. подробнее.
13 ноября
Звания удостоены батутисты:
- Казак, Николай Петрович
- Петреня, Татьяна Олеговна

#### 2015
22 апреля
- Прокопенко, Анастасия Валерьевна — современное пятиборье

2 октября
- Бердникова, Наталья Александровна — воднолыжный спорт
- Валент, Дмитрий Викторович — восточные виды единоборств
- Станюта, Мелитина Дмитриевна — художественная гимнастика

26 ноября
- Калмыков, Дмитрий Иванович — многократный чемпион мира и Европы по судомодельному спорту

#### 2016
28 января
- Гучок, Анастасия Анатольевна — вольная борьба
- Прокопенко, Михаил Викторович — современное пятиборье
- Сазановец, Дина Викторовна — тяжёлая атлетика

2 июня
- Арзамасова, Марина Александровна — лёгкая атлетика — чемпионка мира 2015
- Гринкевич-Судник, Александр Иванович — пауэрлифтинг
- Курлыпо, Андрей Александрович — самбо
- Попов, Степан Георгиевич — самбо

28 сентября
- Волк, Александр Александрович — гиревой спорт
- Рутенко, Сергей Алексеевич — гандбол

24 ноября
- Асанов, Дмитрий Сергеевич — бокс — бронзовый призёр ЧМ 2015, серебряный призёр Европейских игр 2015
- Мелех, Дмитрий Николаевич
- Стрельцов, Вадим Николаевич — тяжёлая атлетика — чемпион мира 2015, серебряный призёр ОИ 2016

13 декабря
За достижения на Олимпийских играх 2016:
- Гамзатов, Джавид Шакирович — греко-римская борьба — бронзовый призёр
- Мазурёнок, Ольга Сергеевна — лёгкая атлетика — 5-е место в марафоне
- Махнева, Маргарита Григорьевна — гребля на байдарках и каноэ — бронзовый призёр
- Саидов, Ибрагим Магомедсаидович — вольная борьба — бронзовый призёр

#### 2017
31 мая
- Кушнир, Антон Сергеевич — фристайл — олимпийский чемпион 2014 в акробатических прыжках

10 октября
- Лешкевич, Алёна Владимировна — неоднократная чемпионка мира по муай-тай

#### 2020
17 января
- Скиба, Сергей Юрьевич — трехкратный чемпиону мира по кикбоксингу и таиландскому боксу
- Гаврилов, Дмитрий Валерьевич — пловец в ластах
- Шевеленко, Анна Сергеевна — инстркутор по радиоспорту
- Шведко, Сергей Юрьевич — инструктор по радиоспорту

#### 2022
25 февраля
- Гончаров, Владислав Олегович — батутист, олимпийский чемпион (2016), чемпион Европейских игр (2019)
- Рябцев, Олег Игоревич — батутист, чемпион Европы (2020)
- Степаньков, Алексей Владимирович — самбист и дзюдоист, чемпион Европы по самбо, призёр чемпионатов Европы и мира по самбо.